# Macromphalina symmetrica
Macromphalina symmetrica is een slakkensoort uit de familie van de Vanikoridae. De wetenschappelijke naam van de soort is voor het eerst geldig gepubliceerd in 1945 door Pilsbry & Olsson.